# Munich Re
Munich Re tidligere Münchener Rück (forkortelse for Münchener Rückversicherungs-Gesellschaft Aktiengesellschaft in München) er et tysk genforsikringsselskab, der med 5.000 kunder i 160 lande og en omsætning på 346 mia. kr. (2008) er verdens største. Dets hovedkvarter er beliggende i München. Munich Re beskæftiger i alt 44.200 ansatte. Gennem datterselskabet Ergo Versicherungsgruppe tilbydes også almindelige forsikringer. 

## Historie
Selskabet blev grundlagt i 1880 af Carl von Thieme, der også grundlagde Allianz. Efter jordskælvet i San Fransisco i 1906 udbetalte Münchener Rück store summer til forsikringsselskaberne. Knapt 100 år senere var Münchener Rück også et af de store genforsikringsselskaber bag World Trade Center, der blev ødelagt under terrorangrebet den 11. september 2001.